# Droit des successions en Suisse
Pour un article plus général, voir Droit des successions.
 (avril 2024).
La mise en forme du texte ne suit pas les recommandations de Wikipédia : il faut le « wikifier ».
Les points d'amélioration suivants sont les cas les plus fréquents. Le détail des points à revoir est peut-être précisé sur la page de discussion.
- Les titres sont pré-formatés par le logiciel. Ils ne sont ni en capitales, ni en gras.
- Le texte ne doit pas être écrit en capitales (les noms de famille non plus), ni en gras, ni en italique, ni en « petit »…
- Le gras n'est utilisé que pour surligner le titre de l'article dans l'introduction, une seule fois.
- L'italique est rarement utilisé : mots en langue étrangère, titres d'œuvres, noms de bateaux, etc.
- Les citations ne sont pas en italique mais en corps de texte normal. Elles sont entourées par des guillemets français : « et ».
- Les listes à puces sont à éviter, des paragraphes rédigés étant largement préférés. Les tableaux sont à réserver à la présentation de données structurées (résultats, etc.).
- Les appels de note de bas de page (petits chiffres en exposant, introduits par l'outil «  Source ») sont à placer entre la fin de phrase et le point final[comme ça].
- Les liens internes (vers d'autres articles de Wikipédia) sont à choisir avec parcimonie. Créez des liens vers des articles approfondissant le sujet. Les termes génériques sans rapport avec le sujet sont à éviter, ainsi que les répétitions de liens vers un même terme.
- Les liens externes sont à placer uniquement dans une section « Liens externes », à la fin de l'article. Ces liens sont à choisir avec parcimonie suivant les règles définies. Si un lien sert de source à l'article, son insertion dans le texte est à faire par les notes de bas de page.
- La présentation des références doit suivre les conventions bibliographiques. Il est recommandé d'utiliser les modèles {{Ouvrage}}, {{Chapitre}}, {{Article}}, {{Lien web}} et/ou {{Bibliographie}}. Le mode d'édition visuel peut mettre en forme automatiquement les références.
- Insérer une infobox (cadre d'informations à droite) n'est pas obligatoire pour parachever la mise en page.

Pour une aide détaillée, merci de consulter Aide:Wikification.
Si vous pensez que ces points ont été résolus, vous pouvez retirer ce bandeau et améliorer la mise en forme d'un autre article.
En droit suisse, le droit des successions est la partie du droit privé en vertu de laquelle les droits et obligations d’une personne décédée passent à une ou plusieurs personnes physiques ou morales. Comme la plupart de ces droits et obligations sont de nature pécuniaire, le but principal du droit des successions est ainsi de régler le sort du patrimoine d’une personne à son décès. Le droit des successions en Suisse est réglé par le Code civil suisse (articles 457 à 640).
Le défunt est appelé de cujus (de l'adage latin is de cujus successione agitur) : celui dont on est en train de traiter la succession (en allemand Erblasser). Ceux qui reçoivent les biens sont appelés successeurs, héritiers ou légataires, suivant leur position dans la succession du de cujus.

## Histoire
Les premières traces de droit successoral en Suisse remontent au XIIe siècle. 
Dans les années 2010, à l'initiative de plusieurs parlementaires suisses, le conseil fédéral engagea une modernisation du droit des successions qui diminue la réserve héréditaire. La nécessité de réforme est due à législation qui date de 1912 et qui est devenue inadaptée face aux changements sociétaux (divorces fréquents, familles recomposées, concubinage), l'allongement de l'espérance de vie et le développement de la sécurité sociale.

## Vocation successorale
La vocation successorale désigne d'une part qui est amené à recueillir la succession du de cujus et, d'autre part, à combien s'élève la part successoral.

### Système des parentèles
Le droit suisse organise celle-ci autour du système des parentèles. Il y en a trois :
- les descendants (art. 457 CC) ;
- les parents et leurs descendants (art. 458 CC) ; et,
- les grands-parents et leurs descendants (art. 459 CC).

La présence d'héritier dans la première parentèle exclut la vocation des membres de la deuxième parentèle. L'absence d'héritier dans la première et la présence d'héritier dans la deuxième parentèle exclut la vocation des membres de la troisième parentèle. Le droit suisse ne va pas au-delà de trois parentèles. Ainsi, en l'absence d'héritier dans ces trois parentèles et de conjoint survivant la succession est dévolue à l'État (canton du dernier domicile du défunt ou commune désignée par la législation cantonale ; art. 466 CC).
Au sein d'une parentèle, le partage se fait par tête (art. 457 al. 2, 458 al. 2 et 459 al. 2 CC).
À partir de la deuxième parentèle, en l'absence d'héritier dans l'une des lignes paternelle ou maternelle (art. 458 al. 4 CC) -- respectivement dans les lignes des grands-parents (art. 459 al. 4 CC) -- l'ensemble de la succession échoit à la ligne où se trouvent des héritiers.

### Conjoint survivant
Le conjoint survivant tient une place à part et est en concours avec les différentes parentèles (art. 462 CC). En concours avec les descendants, il a droit à la moitié de la succession (art. 462 ch. 1 CC), avec les parents aux trois quarts (art. 462 ch. 2 CC). En l'absence d'héritiers de la deuxième parentèle, il a droit à l'entier de la succession (art. 462 ch. 3 CC), excluant ainsi la vocation des membres de la troisième parentèle.

### Vocationab intestatet vocation volontaire
La vocation ab intestat est la vocation successorale en l'absence de testament (étymologie de ab intestat).
Le droit suisse reconnaît au de cujus le pouvoir de désigner d'autres personnes que ses héritiers ab intestat pour lui succéder, en concours ou non avec ces derniers. On parle alors d'héritiers institués (art. 483 CC). C'est la vocation volontaire (dépendante de la volonté du de cujus). L'institution d'héritier se fait au moyen d'une disposition pour cause de mort (dans un testament ou un pacte successorale).

### Vocation réservataire (réserve et quotité disponible)
En raison des liens spécifiques entretenus avec le de cujus (liens de famille étroite), certains héritiers ont une vocation successorale plus spécifique. C'est la vocation réservataire. Le droit successoral leur accorde ainsi une part de la succession dont le de cujus ne peut pas disposer.
Le corollaire de la réserve est la quotité disponible (art. 470 CC). C'est la part de la succession dont l'attribution est laissée à la libre appréciation du de cujus. 
Jusqu'à la fin 2022, la réserve pour les descendants est évaluée aux trois-quarts de la fortune. Depuis le 1er janvier 2023, la réserve est de la moitié du droit de succession (art. 471 CC).
Sont des héritiers réservataires : les descendants et le conjoint survivant (art. 470). La révision du droit successoral entrée en vigueur le 1er janvier 2023 a supprimé la vocation réservataire des parents.

### Part successorale
Les héritiers sont à égalité dans la succession du de cujus. Ainsi, les enfants succèdent par tête (art. 457 al. 2 CC).
En l'absence de disposition pour cause de mort, plusieurs situations sont à distingués; entre autres :
- Le de cujus ne laisse que des enfants : ils se partagent la succession à part égale. Ex.: deux enfants: chacun reçoit la moitié.
- Le de cujus laisse un conjoint survivant et des enfants: le conjoint survivant a droit à la moitié de la succession (art. 462 ch. 1 CC), les enfants se partagent à part égale l'autre moitié.
- Le de cujus laisse ses père et mère : chacun se partage la moitié de la succession.
- Le de cujus laisse un conjoint survivant et ses père et mère: le conjoint survivant a droit aux trois quarts de la succession (art. 462 ch. 2 CC), les père et mère se partage également le quart restant (donc un huitième de la succession chacun).
- etc.

Ces principes s'appliquent de même lorsque le de cujus a disposé pour cause de mort de tout ou d'une partie de sa succession. La vocation ab intestat s'applique toujours subsidiairement à la vocation volontaire, dans la mesure du respect de la vocation réservataire.

## Masse successorale
On distingue:
- La masse à partager : ensemble des biens que possédaient de le de cujus au moment de sa mort, que se partagent les héritiers suivant la volonté du de cujus, subsidiairement selon la loi.
- La masse de calcul des réserves et de la quotité disponible : pour tenir compte de certaines libéralités faites par le de cujus peu de temps avant sa mort qui pourrait léser les réserves des héritiers réservataires, le droit successoral prescrit de réunir à la masse à partager ces libéralités. On parle de réunion successorale. S'il s'avère que les réserves sont lésées, les héritiers réservataires disposent alors de l'action en réduction (art. 522 CC).